# Portland Trail Blazers 1980-1981
La stagione 1980-81 dei Portland Trail Blazers fu l'11ª nella NBA per la franchigia.
I Portland Trail Blazers arrivarono terzi nella Pacific Division della Western Conference con un record di 45-37. Nei play-off persero al primo turno con i Kansas City Kings (2-1).

## Roster
| N° | Naz.                   | Ruolo | Sportivo          | Anno | Alt. | Peso |
| -- | ---------------------- | ----- | ----------------- | ---- | ---- | ---- |
| 4  | Stati Uniti (bandiera) | GA    | Jim Paxson        | 1957 | 198  | 91   |
| 10 | Stati Uniti (bandiera) | G     | Ron Brewer        | 1955 | 193  | 82   |
| 11 | Stati Uniti (bandiera) | G     | Mike Gale         | 1950 | 193  | 84   |
| 12 | Stati Uniti (bandiera) | G     | Billy Ray Bates   | 1956 | 193  | 95   |
| 14 | Stati Uniti (bandiera) | G     | Kelvin Ransey     | 1958 | 185  | 77   |
| 23 | Stati Uniti (bandiera) | G     | Roy Hamilton      | 1957 | 188  | 82   |
| 25 | Stati Uniti (bandiera) | AC    | Tom Owens         | 1949 | 208  | 98   |
| 30 | Stati Uniti (bandiera) | GA    | Bob Gross         | 1953 | 198  | 91   |
| 32 | Stati Uniti (bandiera) | AC    | Mike Harper       | 1957 | 208  | 88   |
| 33 | Stati Uniti (bandiera) | AC    | Calvin Natt       | 1957 | 198  | 100  |
| 42 | Stati Uniti (bandiera) | A     | Kermit Washington | 1951 | 203  | 104  |
| 43 | Bahamas (bandiera)     | AC    | Mychal Thompson   | 1955 | 208  | 103  |
| 44 | Stati Uniti (bandiera) | AC    | Kevin Kunnert     | 1951 | 213  | 104  |
| 45 | Stati Uniti (bandiera) | C     | Geoff Crompton    | 1955 | 211  | 127  |

## Staff tecnico
- Allenatore: Jack Ramsay
- Vice-allenatore: Bucky Buckwalter